# 수염을 깎다. 그리고 여고생을 줍다.
《수염을 깎다. 그리고 여고생을 줍다.》(일본어: ひげを剃る。そして女子高生を拾う。 히게오 소루 소시테 조시코세이오 히로우[*])는 시메사바(작가), 부타(일러스트)가 원작한 일본의 라이트 노벨이다. 20대 직장인과 가출한 여고생이 만나 공동생활을 하는 모습을 그린다. 공식 약칭은 〈히게히로〉(ひげひろ).
KADOKAWA가 운영하는 소설 투고 사이트 의 〈카쿠요무〉에서 2017년부터 투고가 개시되었다. 서적판은 KADOKAWA의 카도카와 스니커 문고에서 2018년부터 2021년까지 간행되었고, 일러스트는 부타와 아다치 이마루(4권)가 담당했다. 2023년 6월 시점에서 시리즈 누계 부수는 300만 부를 돌파했다. 《이 라이트 노벨이 대단해!》 문고 부문에서는 2019년판에서 4위를 획득했다.

## 줄거리
IT 기업에서 근무하는 샐러리맨 요시다는 호의를 품고 있던 상사 고토 아이리에게 차인 날 밤, 오기와라 사유라는 가출소녀를 만난다. 사유는 요시다에게 성교와 맞바꿔 잠자리를 제공해달라며 요구하지만 요시다는 이것을 거부, 집안일을 해주는 조건으로 그녀를 집에 살게 한다.
사유는 요시다의 다정함을 접하고 서서히 그에게 버림 받고 싶지 않다는 생각을 하게 된다. 사유가 터트린 속마음을 들은 요시다는 사유가 있어서 집에 있기가 편해졌다고 털어놓는다. 요시다는 다시 공동생활을 보낼 것을 사유에게 제안하고, 사유도 이것을 승낙한다. 그 후 사유는 요시다 집에서 가까운 편의점에서 아르바이트를 시작한다.
한편 아이리는 요시다가 가출소녀와 살고 있다는 걸 알게 된다. 아이리는 사유를 만나 그녀와 친해지지만 동시에 미래에 대해 생각하라고 충고한다.
요시다와 살기 시작한 지 2달 후, 사유는 알바하는 편의점에서 과거에 잠자리를 제공받은 한 남자와 재회한다. 남자는 사유와 성교하려고 하지만 요시다에게 저지당한다. 그때 요시다는 남자에게 '사유와의 생활을 계속할 수 없을 것이다'라고 지적받는다. 그 후 요시다는 사유에게 향후 일을 생각하겠다는 선고를 받고, 자신도 그것을 돕기로 결의한다.

## 등장인물
요시다(吉田)
성우 - 오키츠 카즈유키
본작의 주인공. IT기업에 근무하는 샐러리맨으로 나이는 26세. 도쿄도에 있는 자택에서 혼자 생활을 하고 있었지만, 사유와 만나고 나서는 동거하고 있다.
상냥한 성격의 소유자다. 작중에서는 여려명의 여성으로부터 호의를 받고 있지만, 본인은 '연상이고 거유의 여성'이 이상적인 여성상으로, 덧붙여 자신을 향한 호의에는 둔감한 면이 있다. 사유와는 8살 차이가 난다.
오기와라 사유(荻原沙優)
성우 - 이치노세 카나
본작의 히로인. 홋카이도 아사히카와시의 고등학교에 재적하는 여고생. 가출처인 도쿄에서 요시다와 만나 그의 집에서 공동생활을 보내고 있다. F컵의 거유.
요시다와 만나기 전에는 임시 숙소를 얻기 위해 남자와 성교한다는 속에 말하는 '야도카리 원조교제' 를 반복하고 있었다. 어느 심야 전봇대 아래에서 자고 있었는데 요시다에게 말을 건다. 그날 밤은 요시다의 집에 숙박하고 취한 요시다의 요청으로 된장국을 만든다. 사유는 요시다를 유혹해 동거를 허락받으려고 하지만, 요시다는 '일한다'라는 것이나, 사유의 굽은 근성을 다시 고쳐 잡는 것을 조건으로 해 동거를 허가한다. 요시다와 동거하고 있는 동안은 요시다의 집의 가사를 하거나, 요시다의 집에서 가까운  편의점에서 아르바이트를 하는 등 생활하고 있다.
고토 아이리(後藤愛依梨)
성우 - 카네모토 히사코
요시다의 직장 상사. 요시다의 이상형으로 2살 연상의 28세 여성. 요시다가 무심코 눈을 빼앗길 정도의 거유으로, I컵이라는 크기를 자랑한다.
요시다로부터는 5년에 걸쳐 호의를 받고 있고, 고백도 받고 있다. 자신도 요시다에 호의를 가지고 있지만, 아직 때가 되지 않았다는 판단에서 그의 고백을 거절하고 있으며, 후에 "기회가 되면 자신으로부터 고백한다"고 요시다에게 약속했다. 과거에 한 달 동안 가출을 한 적이 있어 자신을 주워 준 남성에 대해 호의를 품어버린 것에 대한 복잡한 심경을 작중에서 말하고 있다.
미시마 유즈하(三島柚葉)
성우 - 이시하라 카오리
요시다의 직장 후배. 요시다가 교육계로서 돌보고 있다.
직장에서는 당초 일부러 '할 수 없는 자신'을 연기하고 있었지만, 그런 자신에게도 진지하게 계속 대해주는 요시다에 연심을 품었다. 영화 감상을 좋아해서 요시다의 집에서 가장 가까운 역에 있는 영화관에 자주 들리고 있다.
칸다 아오(神田蒼)
요시다의 고등학교 시절 1학년 선배. 고등학교 시절에 요시다로부터 고백을 받고 교제하고 있었지만, 자신의 고등학교 졸업을 계기로 자연스레 헤어진다. 그 후 요시다가 근무하는 IT기업의 지사에서 일하고 있어 인사 이동으로 요시다의 동료가 된다.
애니메이션에서는 고등학생 때 요시다와 단둘이 찍은 사진으로만 출연했다.
하시모토(橋本)
성우 - 코바야시 유스케
요시다의 직장 동료. 친근하지만 냉정한 성격으로 사유와 살게 된 요시다의 상담 상대가 된다.
유우키 아사미(結城あさみ)
성우 - 카와이다 나츠미
사유가 도쿄에 오고 나서 알게 된 여고생. 비행소녀풍의 화려한 외모와는 반대로 건전하게 살고 있으며, 사유의 도쿄에서의 첫 친구가 된다. 사실은 변호사의 어머니, 정치가의 아버지를 가진 아가씨. 소설가를 꿈꾸고 있다. 사유가 친가로 돌아간 후에도 요시다와 소설 감상을 나누는 등 교류를 계속하고 있다.
야구치 쿄야(やぐち きょうや)
성우 - 오사카 료타
한때 사유가 성교에 이르는 등 거쳐갔던 남자 중 하나. 아르바이트 장소에서 사유와 재회하고, 과거에 있었던 일로 협박하여 요시다의 집에서 사유를 강간하려고 한다. 그러나 요시다의 일갈과 아사미로부터 따귀를 맞은 후 앞으로는 사유에게 손을 대지 않고, 과거의 일도 말하지 않는 것을 약속하고, 이후는 오기와라 잇사가 아르바이트 장소에 왔을 때 등 사유에게 협력적으로 나온다.
독백에서 사유의 몸은 부드러웠고 안은 꽉 조였다고 했다.
마사카 유우코(真坂 結子)
성우 - 이와미 마나카
사유의 고등학교 친구. 사유에게 있어서 인생에서 처음으로 친구였지만, 어느 남학생으로부터의 고백을 사유가 거절했기 때문에 그 남학생을 좋아했던 여학생들에게 역으로 원망을 받고, 사유의 친구인 유우코가 왕따를 받게 된다. 정신적인 데미지를 입고 사유의 눈앞에서 학교 옥상에서 뛰어 내려 자살해 사망한다. 이 죽음은 사유를 오랫동안 괴롭혔고 사유의 가출 원인의 발단이 되었다.
오기와라 잇사(荻原 一颯)
성우 - 토리우미 코스케
'오기와라 푸즈'의 대표이사 사장이며, 사유의 오빠. 유우코의 자살로 사유가 어머니로부터 비난받은 사유에게 큰 돈을 건네주어 친가와 거리를 두도록 지시한다. 여동생을 생각한 행동이었지만, 이것이 나중에 사유의 가출로 이어져 버린다. 어머니에게 명을 받고 사유를 찾지만 항상 여동생을 걱정하고 있어 요시다에 대해서도 예의 바르게 신사적인 대응을 한다.
사유의 어머니
성우 - 유즈키 료카
사유가 최종적으로 가출하는 원인을 만든 장본인. 원래 사유와의 사이가 나쁘고, 유우코의 자살로 냄새 맡은 언론의 대응을 하면서 정신적으로 불안정해진다. 그 때문에, '네가 (유우코를) 죽인 거 아니야?'라고 내던지는 한마디를 말해 버린다. 사유의 가출 이후 학교에는 '방에서 나오지 않는다'로 하려고 했지만 '어머니가 딸을 감금하고 있다'고 오해를 받으며 더욱 정서 불안정해졌다. 딸의 걱정보다 세간을 신경쓰는 인물이다.

## 서지 정보
- 시메시바(저) 부타(일러스트), KADOKAWA 〈카도카와 스니커 문고〉
  - 수염을 깎다. 그리고 여고생을 줍다. 2018년 2월 1일 초판 발행(같은 날 발매[ス 1]), ISBN 978-4-04-106475-7
  - 수염을 깎다. 그리고 여고생을 줍다. 2 2018년 6월 1일 초판 발행(같은 날 발매[ス 2]), ISBN 978-4-04-107084-0
  - 수염을 깎다. 그리고 여고생을 줍다. 3 2019년 1월 1일 초판 발행(같은 날 발매[ス 3]), ISBN 978-4-04-107085-7
  - 수염을 깎다. 그리고 여고생을 줍다. 4 2020년 8월 1일 초판 발행(같은 날 발매[ス 4]), ISBN 978-4-04-108260-7
  - 수염을 깎다. 그리고 여고생을 줍다. Each Stories 2020년 12월 26일 초판 발행(같은 날 발매[ス 5]), ISBN 978-4-04-108261-4
  - 수염을 깎다. 그리고 여고생을 줍다. 5 2021년 6월 1일 초판 발행(같은 날 발매[ス 6]), ISBN 978-4-04-108262-1
  - 수염을 깎다. 그리고 여고생을 줍다. Another side story 미시마 유즈하 2021년 12월 1일 초판 발행(같은 날 발매[ス 7]), ISBN 978-4-04-111763-7
  - 수염을 깎다. 그리고 여고생을 줍다. Another side story 고토 아이리 上 2022년 5월 1일 초판 발행(4년 28일 발매[ス 8]), ISBN 978-4-04-111764-4
  - 『수염을 깎다. 그리고 여고생을 줍다.  Another side story 고토 아이리 下』 2023년 9월 1일 초판 발행(같은 날 발매[ス 9]), ISBN 978-4-04-112787-2

## TV 애니메이션
2021년 4월부터 6월까지 AT-X 등에서 방송되었다. 2019년 12월에 애니메이션화 기획이 진행 중인 것으로 밝혀졌고, 이듬해 2020년 7월 매체 및 주요 스태프가, 같은 해 10월 캐스팅 및 추가 스태프가 발표되었다.

### 스태프
- 원작 - 시메사바(しめさば)[6]
- 캐릭터 원안 - 부타(ぶーた)[6]
- 감독 - 카미키타 마나부(上北 学)[6]
- 부감독 - 타카하시 마사유키(高橋雅之)
- 시리즈 구성 - 아카오 데코(赤尾でこ)[6]
- 캐릭터 디자인 - 노구치 타카유키(野口孝行)[6]
- 프롭 디자인 - 미야가와 하루오(宮川治雄)
- 미술 감독 - 쿠즈 린(葛 琳)[3]
- 미술 설정 - 타카하시 마호(髙橋麻穂)
- 색채 설계 - 스즈키 요코(鈴木ようこ)
- CG 라인 디렉터 - 사이토 켄시(齋藤権志)
- 촬영 감독 - 카미조 토모야(上條智也)[3]
- 편집 - 츠보네 켄타로(坪根健太郎)
- 음향 감독 - 아케타가와 진(明田川 仁)[3]
- 음향 제작 - 매직 캡슐(マジックカプセル)[3]
- 음악 - 키쿠야 토모키(菊谷知樹)[3]
- 음악 제작 - 포니 캐년[3]
- 치프 프로듀서 - 오다 모토히로(小田元浩), 모리이 타쿠미(森井巧), 토도로키 토요타(轟豊太)
- 프로듀서 - 사사키 슈타(佐々木秀太), 코베 모유코(兄部萌柚子), 난바라 미츠히로(南原充宏), 노지마 텟페이(野島鉄平), 오오와다 토모유키(大和田智之), 카시와기 유타카(柏木豊), 시모카지야 아츠시(下梶谷敦), 오자와 후미히로(小澤文啓), 요시카와 아츠시(吉川敦史)(제5화~제12화)
- 프로듀스 - DREAM SHIFT[6]
- 애니메이션 프로듀서 - 코타니 사토시(糀谷智司)
- 애니메이션 제작 - project No.9[6]
- 제작 - '히게히로' 제작위원회

### 주제가
추억 끝말잇기(おもいでしりとり)
DIALOGUE+가 부른 오프닝 테마. 작사·작곡은 타부치 토모야, 편곡은 무츠키 슈헤이.
Plastic Smile
이시하라 카오리가 부른 엔딩 테마. 작사는 이소가이 요시에, 작곡은 미요시 케이타, 편곡은 사토 준이치.

### 방영 목록
| 화수   | 제목                                    | 시나리오                  | 그림 콘티                         | 연출                           | 작화 감독 | 총작화 감독 | 방송일         |
| ------ | --------------------------------------- | ------------------------- | --------------------------------- | ------------------------------ | --- | --- | -------------- |
| 제1화  | 電柱の下の女子高生 전봇대 아래의 여고생 | 아카오 데코 (赤尾でこ)    | 카미키타 마나부 (上北 学)         | 모리타 게이세이 (森田芸成)     | 사토 카츠유키 (佐藤勝行) 쇼킨지 나오코 (正金寺直子) 마사키 유타 (正木優太) 카키우치 이쿠미 (垣内郁美)                                                                                             | 노구치 타카유키 (野口孝行)                                                                                      | 2021년 4월 5일 |
| 제2화  | 携帯 휴대폰                             | 아카오 데코 (赤尾でこ)    | 타카하시 마사유키 (高橋雅之)      | 쿠보 타로 (久保太郎)           | 우치노 아키오 (内野明雄) 미즈노 타카히로 (水野隆宏) 홍범석 (洪範錫) | 노구치 타카유키 사토 카츠유키                                                                                   | 4월 12일       |
| 제3화  | 共同生活 공동생활                       | 아카오 데코 (赤尾でこ)    | 쿠라모토 호다카 (藏本穂高)        | 쿠라모토 호다카 (藏本穂高)     | 카키우치 이쿠미 나카무라 카즈요 (中村和代) 무라나가 유키 (村長由紀) 아오노 아츠시 (青野厚司) 마에다 요시히로 (前田義宏)                                                                           | 노구치 타카유키 오오츠카 야에 (大塚八愛)                                                                        | 4월 19일       |
| 제4화  | バイト 아르바이트                       | 카네코 유스케 (金子裕介)  | 사이토 노리아키 (齋藤徳明)        | 카토 아키라 (加藤 顕)          | 카네 후미야마 (鐘 文山) | 노구치 타카유키 사토 카츠유키                                                                                   | 4월 26일       |
| 제5화  | 現実 현실                               | 카네코 유스케 (金子裕介)  | 타카하시 마사유키                 | 코바야시 아야 (小林 彩)        | 마사키 유타 니시지마 케이스케 (西島圭祐) 나카무라 레이 (中村 玲) | 노구치 타카유키 오가타 히로미 (緒方浩美)                                                                        | 5월 3일        |
| 제6화  | 星空 별하늘                             | 스기사와 사토루 (杉澤 悟) | 호리우치 유야 (ほりうちゆうや)    | 호리우치 유야 (ほりうちゆうや) | 카키우치 이쿠미 쇼킨지 나오코 마에다 요시히로 | 노구치 타카유키                                                                                                 | 5월 10일       |
| 제7화  | 恋慕 연모                               | 아카오 데코               | 키타무라 준이치 (北村淳一)        | 쿠보 타로                      | 우치노 아키오 미즈노 타카히로 코시이시 사토루 (輿石 暁) 후지사와 토시유키 (藤澤俊幸) STUDIO MASSKET                                                                                               | 노구치 타카유키 사토 카츠유키 쇼킨지 나오코                                                                     | 5월 17일       |
| 제8화  | 夏祭り 여름 축제                        | 아카오 데코               | 쿠라모토 호다카                   | 쿠라모토 호다카                | 무라나가 유키 마사키 유타 사오토메 케이 (早乙女 啓) 타카세 사야카 (高瀬さやか) 타카하시 유지 (高橋優志)                                                                                           | 노구치 타카유키 紙葉礼 오가타 히로미                                                                            | 5월 24일       |
| 제9화  | 過去 과거                               | 스기사와 사토루           | 사이토 노리아키                   | 카토 아키라                    | 카네 후미야마 | 노구치 타카유키 사토 카츠유키 쇼킨지 나오코                                                                     | 5월 31일       |
| 제10화 | 証明 증명                               | 카네코 유스케             | 타카하시 마사유키 카미키타 마나부 | 코바야시 아야                  | 모기 타쿠지 (茂木琢次) 마에사와 히로미 (前澤弘美) 나카무라 카즈요 타카세 사야카 우사미 쇼헤이 (宇佐美翔平) 모리데 츠요시 (森出 剛) 이리에 미츠루 (入江 充)                                        | 노구치 타카유키 사토 카츠유키 쇼킨지 나오코 오가타 히로미 오오츠카 야에                                         | 6월 7일        |
| 제11화 | 覚悟 각오                               | 아카오 데코               | 오오이시 야스유키 (大石康之)      | 오오이시 야스유키 (大石康之)   | 사오토메 케이 마사키 유타 미즈노 타카히로 후지사와 토시유키 카와에 히자시 (河江陽向) 이마사토 케이코 (今里佳子) 우사미 쇼헤이 키노시타 유키 (木下ゆうき) 시미즈 카츠유키 (清水勝祐) 모리데 츠요시 | 노구치 타카유키 사토 카츠유키 쇼킨지 나오코 오오츠카 야에 와타나베 카나 (渡辺 奏) 오가와 에리 (小川エリ) 紙葉礼 | 6월 14일       |
| 제12화 | 母親 어머니                             | 아카오 데코               | 타카하시 마사유키                 | 모리타 게이세이                | 테지마 유토 (手島勇人) 미나미하라 요시코 (南原孝依子) 모기 타쿠지 우사미 쇼헤이 카스카와 미유키 (粕川みゆき) 吳暁偉 尤倩 趙冠雄 鄭峰 関鵬 周佩明                                                  | 노구치 타카유키 사토 카츠유키 쇼킨지 나오코 오가타 히로미 오오츠카 야에                                         | 6월 21일       |
| 제13화 | 未来 미래                               | 아카오 데코               | 카미키타 마나부                   | 카미키타 마나부                | 타카하시 유지 타카하시 나기사 (高橋なぎさ) 히노 타카후미 (日野貴史) | 노구치 타카유키 사토 카츠유키 쇼킨지 나오코 오가타 히로미 오오츠카 야에                                         | 6월 28일       |

### Web 프로그램
요시다 역의 오키츠 카즈유키와 오기와라 사유 역의 이치노세 카나가 출연하는 《수염을 깎다. 그리고 여고생과 이야기한다.》가 2021년 1월 25일부터 니코니코 채널 및 유튜브에서 스트리밍된다. 본 방송 전에는 월 1회의 동영상 프로그램으로서, 본 방송 개시 후에는 Web 라디오로서 스트리밍 된다.